# Stary człowiek i morze (film 1958)
Stary człowiek i morze (ang. The Old Man and the Sea) – amerykański film dramatyczny w reżyserii Johna Sturgesa z 1958 roku. Adaptacja powieści Ernesta Hemingwaya o tym samym tytule.

## Fabuła

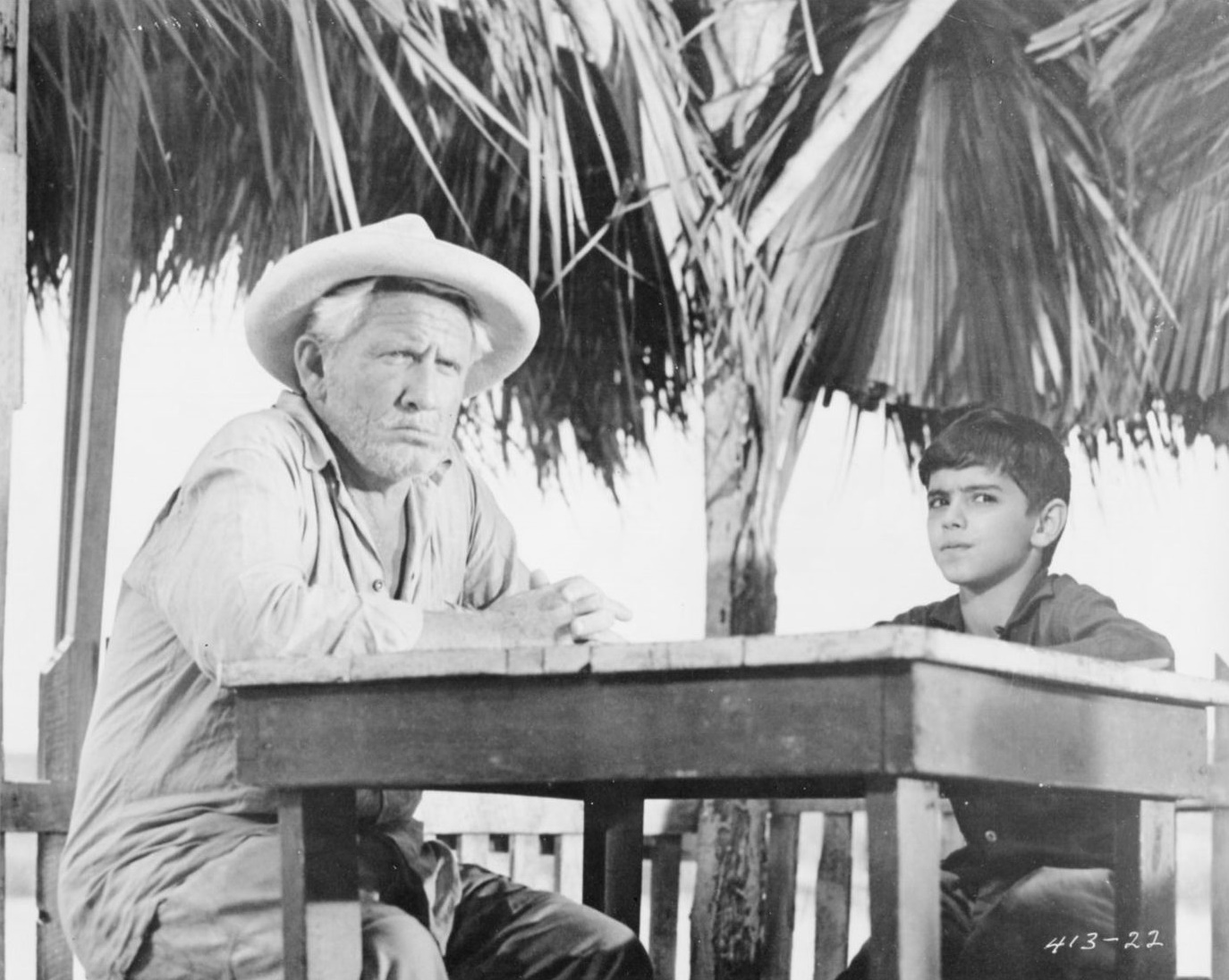
Scena z filmu

Santiago to stary mieszkaniec rybackiej wioski, leżącej niedaleko Hawany. Niegdyś był jednym z najlepszych rybaków. Mieszkańcy osady mówią, że jest pechowy, gdyż od 84 dni nie złowił ani jednej ryby, pomimo że ciągle wypływa na morze. Obawiają się oni, że pech przeniesie się na całą wioskę. Widząc to Santiago chce udowodnić, że jest jeszcze użyteczny i potrafi złowić rybę. Dlatego pewnego dnia wypływa w morze dalej niż zwykle, będąc przekonanym, że uda mu się złowić dużego marlina i tym samym pokazać, że nie jest pechowy. Staremu człowiekowi udaje się złowić ogromną rybę. Walka trwa długo, rybak jest wyczerpany i samotny. Gdy wygrywa on walkę z rybą, rekiny zaczynają atakować zdobycz. Santiago próbuje odgonić się od drapieżników, jednak bezskutecznie. Rekiny pożerają jego połów, a po rybie zostaje sam szkielet. Gdy rybak wraca z nim do osady, wszyscy podziwiają ogrom ryby i okazują szacunek staremu rybakowi.

## Obsada[1]
- Spencer Tracy – Santiago (stary człowiek) / narrator
- Felipe Pazos Jr. – Manolin
- Harry Bellaver – Martin
- Don Diamond – właściciel kawiarni
- Don Blackman – zawodnik siłujący się na rękę
- Joey Ray – hazardzista
- Richard Alameda – hazardzista
- Tony Rosa – hazardzista
- Carlos Rivero – hazardzista
- Robert Alderette – hazardzista
- Mauritz Hugo – hazardzista
- Ernest Hemingway – cameo[2]
- Mary Hemingway – turystka[2][3]

## Nagrody
Film zdobył Oscara za najlepszą muzykę dla kompozytora Dimitri Tiomkina. Nominacje otrzymał Spencer Tracy za najlepszą rolę męską oraz James Wong Howe za zdjęcia w filmie barwnym. Tracy był również nominowany za tę rolę do Złotego Globu.